# Mark Ledford
Mark Ledford, född 1960, död 1 november 2004, i Los Angeles, var en amerikansk musiker som spelade trumpet, gitarr, trummor och var sångare.
Ledford var känd för sin multiinstrumentalism, och även för sitt medlemskap i Pat Metheny Group.
Mark Ledford växte upp i Detroit och studerade vid Berklee College of Music mellan 1978 och 1982. Efter sin examen tog Ledford ett jobb inom reklambranschen, medan han gjorde terminsarbete med artister som Stephanie Mills, Jon Hendricks, Special EFX, Michael Brecker, Kevin Eubanks, Don Byron, Prince och Bill Evans. Ledford skulle senare bidra till soundtracket för  Spike Lee-filmerna Mo' Better Blues och Do the Right Thing. År 1986 startade han ett samarbete Pat Metheny och Ledford förekom live med Pat Metheny Group och på deras inspelningar, som Secret Story, Still Life (Talking) och Imaginary Day .  Han arbetade också tillsammans med Bobby McFerrins a cappella-grupp, Circle. Mellan 1990 och 1992 ledde Ledford undervisning i trumpet vid Banff Centre i Alberta, Kanada.  År 1998 gav han ut soloalbumet Miles 2 Go som var en hyllning till Miles Davis. 
Ledford avled den 1 november 2004 efter en hjärtattack vid 44 års ålder.